# Авл Ліціній Архій
Авл Ліціній Архій (лат. Aulus Licinius Archias, грец. Ἀρχίας; між 120 до н. е. та 118 до н. е. — після 62 до н. е.) — давньогрецький поет-імпровізатор.

## Життєпис
Народився приблизно між 120 та 118 роками до н. е. у м. Антиохія-на-Оронті, столиці Сирійського царства. Про молоді його роки мало відомостей. Вже у 102 році до н. е. був відомий у своєму місті як поет-імпровізатор. Тоді ж перебрався до Рима, де мав підтримку багатьох впливових родин (Луциніїв, Маріїв, Лутаціїв), став другом Луція Ліцинія Лукулла. Був учителем у багатьох родинах Рима, зокрема навчав грецької класики Марка Тулія Цицерона та його брата Квінта.
У 93 році до н. е. разом із Марком Лукуллом відвідав Сицилію. На зворотньому шляху набув громадянства Гераклеї (Луканія). Завдяки цьому був оголошений римським громадянином. Прийняв прізвище Ліциніїв. У 62 році до н. е. був звинувачений у незаконному набутті громадянства. Архія успішно захищав Марк Туллій Цицерон. Про подальшу долю Архія немає відомостей.

## Творчість
У своїх віршах давньогрецькою мовою оспівував перемоги Гая Марія над германським племенем кімврів, римлян у Мітридатових війнах, консульство Цицерона. Також до його доробку входять 35 епіграм.